# Harold Bloom
Harold Bloom (Nova Iorque, 11 de julho de 1930 – New Haven, 14 de outubro de 2019) foi um professor e crítico literário estadunidense. Ocupou o cargo de Sterling Professor, o mais alto grau acadêmico da Universidade Yale. Em 2017, Bloom foi descrito como "provavelmente o crítico literário anglófono mais famoso do mundo". Desde a publicação de seu primeiro livro em 1959, ele escreveu mais de quarenta livros, traduzidos para mais de 40 idiomas. Sua produção inclui vinte livros de crítica literária, vários livros discutindo religião e um romance. Ele editou centenas de antologias sobre numerosas figuras literárias e filosóficas para a editora Chelsea House. Bloom foi eleito membro da American Philosophical Society em 1995
Bloom foi defensor do cânone ocidental numa época em que os departamentos literários se concentravam, naquilo que ele chamava jocosamente de "escola do ressentimento", ou seja, abordagens que priorizavam um enfoque multiculturalista, feminista, marxista, dentre outros. Pertenceu à Universidade de Yale, Universidade de Cambridge e à Universidade de Cornell.

## Biografia
Bloom nasceu em Nova York em 11 de julho de 1930, no Bronx. Ele foi criado como um judeu ortodoxo em uma família que falava o idioma iídiche, e aprendeu o hebraico literário; ele aprendeu inglês mais tarde, aos seis anos de idade.
Quando menino, Bloom leu Hart Crane 's Collected Poems, uma coleção que inspirou seu fascínio pela poesia ao longo da vida.  Bloom foi para a Bronx High School of Science e posteriormente recebeu um diploma de bacharel em Clássicos de Cornell em 1951, onde foi aluno de Inglês crítico literário M. H. Abrams. Em 1954-1955 Bloom foi um Programa Fulbright em Cambridge.
Bloom foi um estudante de destaque em Yale, onde entrou em conflito com o corpo docente da Neocrítica, incluindo William K. Wimsatt. Vários anos depois, Bloom dedicou seu livro The Anxiety of Influence a Wimsatt.
Lecionou humanidades na Universidade Yale e inglês na Universidade de Nova Iorque. Faleceu em 14 de outubro de 2019 aos 89 anos de idade.

## Ideias
Shakespeariano, um dos grandes defensores da chamada "bardolatria", escreveu Shakespeare - A Invenção do Humano e Hamlet - Poema Ilimitado, dois grandes ensaios sobre o bardo.[carece de fontes?]
O professor ficou conhecido como um humanista porque sempre defendeu os poetas românticos do século XIX, mesmo num tempo em que suas reputações eram muito baixas. Foi também um crítico de livros de aventura muito imparcial, e muitos acreditam que não tinha a mente para ser critico literário cultural, justificando-se, com razão, que tinha a "mente fechada para coisas mais fantasiosas, fantásticas e criativas".[carece de fontes?]
Terry Eagleton, teórico da literatura, afirma que "a teoria literária de Bloom representa uma volta apaixonada e desafiadora à ‘tradição’ romântico protestante". Para ele "a crítica de Bloom revela com clareza o dilema do liberal moderno, ou humanista romântico, o fato que não é possível uma reversão a uma fé humana otimista, serena, depois de Marx, Freud e do pós-estruturalismo, mas que por outro lado qualquer humanismo, como o de Bloom, tenha sofrido as pressões agônicas dessas doutrinas".[carece de fontes?]
Contudo, Bloom foi grande admirador daquilo que ficou conhecido como literatura pós-moderna, ou seja, uma forma de literatura que se caracteriza pelo uso de metaficção, narrador não confiável, autorreferência e intertextualidade. Bloom enxergava autores contemporâneos como Thomas Pynchon e Don DeLillo como pertencentes ao canône que tanto exaltava.

## Obras
- A angústia da influência: uma teoria da poesia - no original The Anxiety of Influence: A Theory of Poetry.
- O cânone ocidental - no original The Western Canon: The Books and School of the Ages.
- Cabala e crítica - no original Kabbalah and Criticism.
- Como ler e porquê - no original How to Read and Why.
- Onde está a sabedoria? - no original Where shall wisdom be found.